# 东丽湖街道
东丽湖街道是中华人民共和国天津市东丽区下辖的一个街道办事处。
2012年，天津市民政局批复同意设立东丽湖街道办事处。

## 行政区划
东丽湖街道下辖以下地区：
绿洲花园社区、赏湖苑社区、碧溪苑社区、东湖湾社区、沁水苑社区和澜景雅园社区。